# Desi

Indiska subkontinenten.

Desi är ett ord som beskriver eller syftar på personer från den indiska subkontinenten eller dess diaspora, det vill säga Indien, Pakistan, Bangladesh, Nepal, Bhutan och Sri Lanka. Ordet kommer från desá, som är sanskrit och betyder ”land”. Ordet används företrädesvis om personer i Nordamerika och Storbritannien, men det förekommer även i Sverige och på andra håll i världen.